# Alma Čardžić
Alma Čardžić   (Maglaj, 10 de març de 1968) és una cantant bosniaca, més coneguda internacionalment per la seva participació als Festivals de la Cançó d'Eurovisió el 1994 i el 1997.

## Biografia
Nascuda a Maglaj, va demostrar un talent per la música fins i tot quan era petita. Quan tenia 15 anys, va ser jutjada com la millor amateur al festival Studentsko ljeto. Al 1992, va competir a Jugovizija 1992, amb la cançó Ljubav će pobijediti on va aconseguir el 10è lloc, i el 1993, va competir al Bosanskohercegovačko takmičenje za pjesmu Evrovizije (Bòsnia i Hercegovina) on va ocupar el segon lloc del Concurs de la Cançó. Svi na ulice (Tothom al carrer). El 1994, Alma va ser seleccionada per treballar amb Dejan Lazarević com a entrada bosnia al "Concurs de la Cançó d'Eurovisió a Dublín". A la segona edició dels Premis de la Música de Bòsnia celebrat el 22 de gener de 2004, Alma va guanyar dos prestigiosos premis: "Cantant de la dècada" i "Single de l'any" (per a Dva dana / dos dies).

## Festival de la Cançó d'Eurovisió
Čardžić va participar en quatre preseleccions d'Eurovisió, una per Iugoslàvia i tres vegades per Bòsnia i Hercegovina. Els seus dos intents infructuosos el 1992 i el 1993 van ser en competició oberta contra altres cantants i grups, però el 1994 (amb Dejan Lazarević) i el 1997 va interpretar totes les cançons en competició:
Iugoslàvia
- 1992: "Ljubav ce pobijediti" – 10è

Bòsnia i Hercegovina
- 1993: "Svi na ulice" - (hi ha rumors de que va quedar segona, tot i que mai no s'ha publicat cap resultat oficial)
- 1994: "Ostani kraj mene" - 1a (amb Dejan Lazarević)
- 1997: "Goodbye" – 1a

El 1994, la balada "Ostani kraj mene" ("Queda't amb mi") va representar Bòsnia i Hercegovina al Festival de la Cançó d'Eurovisió 1994, celebrat el 30 d'abril a Dublín. L'actuació es recorda principalment pels ànims i aplaudiments tumultuosos i sostinguts que va fer el públic quan la parella va pujar a l'escenari, en reconeixement de la situació imperant a Bòsnia, que va tenir l'efecte no desitjat de fer que Dejan ensopegués amb les primeres línies de la cançó. ja que no podia escoltar la música correctament. Va acabar en 15a posició amb 39 punts.
Čardžić va tornar a Dublín per representar Bòsnia i Hercegovina al Festival de la Cançó d'Eurovisió 1997 el 3 de maig, on l'uptempo "Goodbye" (cantat en bosnià malgrat el seu títol en anglès) només va aconseguir situar-se en 18a de 25 cançons, anotant 22 punts.

## Carrera posterior
Čardžić ha publicat quatre CD i segueix sent una cantant popular a la seva terra natal.

## Discografia
- 1996: Plavo oko
- 1998: Duša
- 2001: Malo po malo
- 2004: Moje pjesme (Recopilació)